# Лаченс, Эдвин
Сэр Эдвин Лэндсир Лаченс (англ. Sir Edwin Landseer Lutyens, 29 марта 1869, Лондон — 1 января 1944, Лондон) — английский архитектор, крупнейший представитель архитектуры британского неоклассицизма, продолжающего традиции эдвардианской архитектуры. Президент Королевской академии художеств с 1938 года. Кавалер Золотой медали Американского института архитектуры (1925).

## Биография
Эдвин родился в Кенсингтоне, Лондон, он был десятым из тринадцати детей капитана Чарлза Августа Генри Лаченса (1829—1915), солдата и художника, и Мэри Терезы Галлви (1832/33-1906) из Килларни, Ирландия.
Его сестра, Мэри Констанс Эльфинстон Лаченс (1868—1951), писала романы под именем миссис Джордж Уэмисс. Будущий архитектор вырос в Терсли, графство Суррей. Он был назван в честь друга отца, живописца и скульптора Эдвина Генри Лэндсира. В 1885—1887 годах Эдвин Лаченс изучал архитектуру в Школе искусств Южного Кенсингтона в Лондоне. После колледжа он присоединился к архитектурной практике Эрнеста Джорджа и Гарольда Пето. Именно здесь он впервые встретил сэра Герберта Бейкера. Много лет он работал в офисе на Блумсбери-сквер, 29 в Лондоне.
Лаченс начал свою профессиональную карьеру в 1888 году, когда под влиянием идей движения «Искусства и ремёсла» (Arts and crafts) в содружестве с ландшафтным дизайнером Гертрудой Джекилл стал разрабатывать новый тип коттеджа — комфортного загородного дома.
В 1918 году он был посвящен в рыцари и в марте 1920 года избран академиком Королевской академии художеств. В 1924 году Лаченс был назначен членом Королевской комиссии изящных искусств (Royal Fine Art Commission) и занимал эту должность до самой смерти. В 1933 году Лаченс избран мастером Гильдии работников искусства.
Лаченс сыграл важную роль в проектировании и строительстве Нью-Дели (района города Дели), примерно за двадцатилетие (с 1912 по 1930 год), который стал впоследствии официальной столицей Индии и резиденцией правительства страны. Нью-Дели теперь известен как «Дели Лаченса». В знак признания его архитектурных достижений в период британского владычества в Индии 1 января 1930 года Лаченс получил почётное звание рыцаря-командора Ордена Индийской империи (Knight Commander of the Order of the Indian Empire: KCIE). Бюст архитектора в бывшем Доме британского вице-короля Индии — единственный портрет жителя Запада, оставшийся в Нью-Дели на своем первоначальном месте.
Лаченс женился на леди Эмили Бульвер-Литтон (1874—1964) 4 августа 1897 года в Небуорте, графство Хартфордшир. Она была третьей дочерью Эдит (урожденная Вильерс) и 1-го графа Литтона, бывшего вице-короля Индии. Эмили проявляла интерес к теософии, восточным религиям, была эмоционально и философски близка учению Джидду Кришнамурти. У них было пятеро детей:
- Барбара Лаченс (1898—1981), вторая жена Юана Уоллеса (1892—1941), министра транспорта.
- Роберт Лаченс (1901—1971), архитектор, проектировщик интерьеров.
- Урсула Лаченс (1904—1967), жена 3-го виконта Ридли. Они были родителями 4-го виконта Ридли (1925—2012) и министра кабинета министров Николаса Ридли (1929—1993). Николас Ридли был отцом Джейн Ридли — биографа Эдвина Лаченс.
- (Агнес) Элизабет Лаченс (1906—1983), известный композитор. Вторым браком была замужем за дирижером Эдвардом Кларком.
- (Эдит Пенелопа) Мэри Лаченс (1908—1999), писательница, известна книгами о философе Джидду Кришнамурти.

В последние годы своей жизни Лаченс перенёс несколько приступов пневмонии. В начале 1940-х у него диагностировали рак. Он умер 1 января 1944 года и был кремирован в крематории Голдерс-Грин на севере Лондона, где он в 1914—1916 годах спроектировал мавзолей Филипсона. Его прах захоронен в склепе собор Святого Павла собора Святого Павла с надгробием, созданным его другом и коллегой-архитектором Уильямом Кёртисом Грином.

## Архитектурное творчество

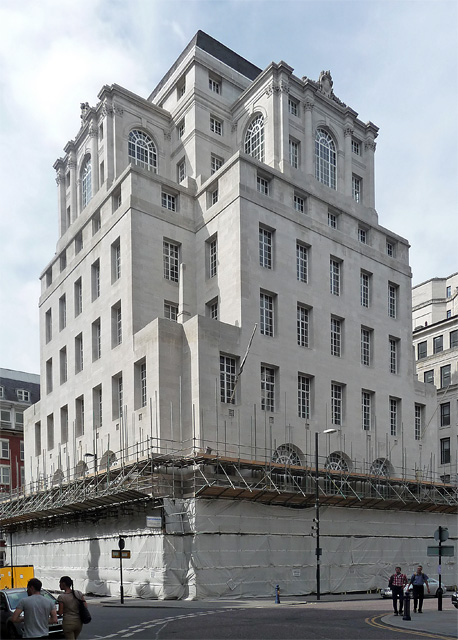
Son & Austen Hall. 1933—1935. Кинг-стрит, Манчестер

Эдвин Лаченс создал современный тип коттеджа — комфортного загородного дома. Среди различных неостилей периода историзма Лаченс отдавал преимущество архитектурному стилю частных особняков тюдоровской эпохи. В замке Дрого (1910) Лаченс создал современную трактовку образа средневекового замка. В 1896 году он начал работу над домом для Джекила в Манстед-Вуд недалеко от Годалминга, графство Суррей. Слава Лаченса во многом выросла благодаря популярности нового журнала о стиле жизни «Country Life», созданного Эдвардом Хадсоном, в котором были представлены многие из разработанных им проектов. Немецкий архитектор и теоретик европейского функционализма Герман Мутезиус в своём исследовании английских жилых домов «Английский дом» (Das englische Haus), опубликованном в 1904 году, писал о Лаченсе: «Это молодой человек, который всё чаще выходит на передний план отечественных архитекторов и который вскоре может стать общепризнанным лидером среди английских строителей домов».
Основная часть ранних работ Лаченса представляет собой проекты частных домов в стиле «Искусств и ремёсел», на которые повлияла архитектура Тюдоров и традиции сельских жилищ юго-востока Англии. После 1900 года этот «стиль коттеджа» уступил место более классицистическому стилю, оказавшему влияние на более широкую британскую архитектурную практику. Заказы Лаченса были самыми разнообразными: от частных домов до двух церквей для нового пригорода Хэмпстед-Гарден в Лондоне, до замка Древа недалеко от Дрюстейнтона в Девоне.
После Первой мировой войны Лаченс фактически стал официальным архитектором британского правительства. Среди его заказов видное место начинают занимать военные мемориалы (Военное кладбище (Этапль)) и триумфальные арки, самые знаменитые из них — Кенотаф в Уайтхолле (1919—1920) и Ворота Индии в Дели (1921—1931). В 1927—1928 годах проектировал британское посольство в США в Ливерпуле,
В 1929 году Лаченсу был поручен проект нового Ливерпульского римско-католического собора. Архитектор предложил проект собора, который должен был стать вторым по величине в мире после собора Святого Петра в Риме. Его планировалось увенчать самым большим в мире куполом высотой 510 футов (160 м). Огромное здание из кирпича и гранита, увенчанное башнями и куполом, со скульптурными работами, заказанными Чарльзу Сардженту Джаггеру и У. К. Кингу. Работы над этим зданием начались в 1933 году, но были приостановлены во время Второй мировой войны. После войны проект закрыли из-за нехватки средств, достроили только крипту. Храм воздвигли по другому, более скромному проекту. Модель нереализованного здания Лаченса была передана Художественной галерее Уокера, отреставрирована в 1975 году и ныне выставлена в Королевской академии художеств и в Музее Ливерпуля.
Начиная с 1912 года основной заботой Лаченса стало проектирование и строительство Нью-Дели (района города Дели), который стал впоследствии официальной столицей Индии и резиденцией правительства страны. Нью-Дели теперь известен как «Дели Лаченса». В этом проекте сотрудником Лаченса был архитектор Герберт Бейкер. Грандиозный имперский проект занял двадцать лет. Он был завершён в 1929 году, официальное открытие состоялось в 1931 году. Строительство парадной резиденции вице-короля Индии (теперь известен как дворец президента Раштрапати-Бхаван) стало венцом карьеры Лаченса.
Роскошное здание, содержащее 340 комнат, построено на площади около 330 акров (130 га) и включает в себя внутренний сад, также спроектированный Лаченсом. Здание построено из местного красного песчаника в традиционном стиле Великих Моголов. Проект Лаченса находится в русле традиции британского градостроительства, более необычно его стремление превратить столицу огромной страны в «город-сад». В сотрудничестве с сэром Гербертом Бейкером он также был главным архитектором нескольких памятников в Нью-Дели, таких как Ворота Индии. Многие из других его работ также были вдохновлены индийской архитектурой.
Зарождение «большой манеры» или «стиля британской имперской архитектуры» английского неоклассицизма сложилось на основе эдвардианской архитектуры предыдущего периода и проходило, по определению В. С. Горюнова и М. П. Тубли, «в атмосфере националистических тенденций», заложенных ещё в викторианскую эпоху, и этот стиль преобладал «в архитектуре Англии до первой мировой войны. Его своеобразным завершением явился дворец вице-короля Индии в Дели, построенный по проекту архитектора Лаченса».

## Проекты коттеджей

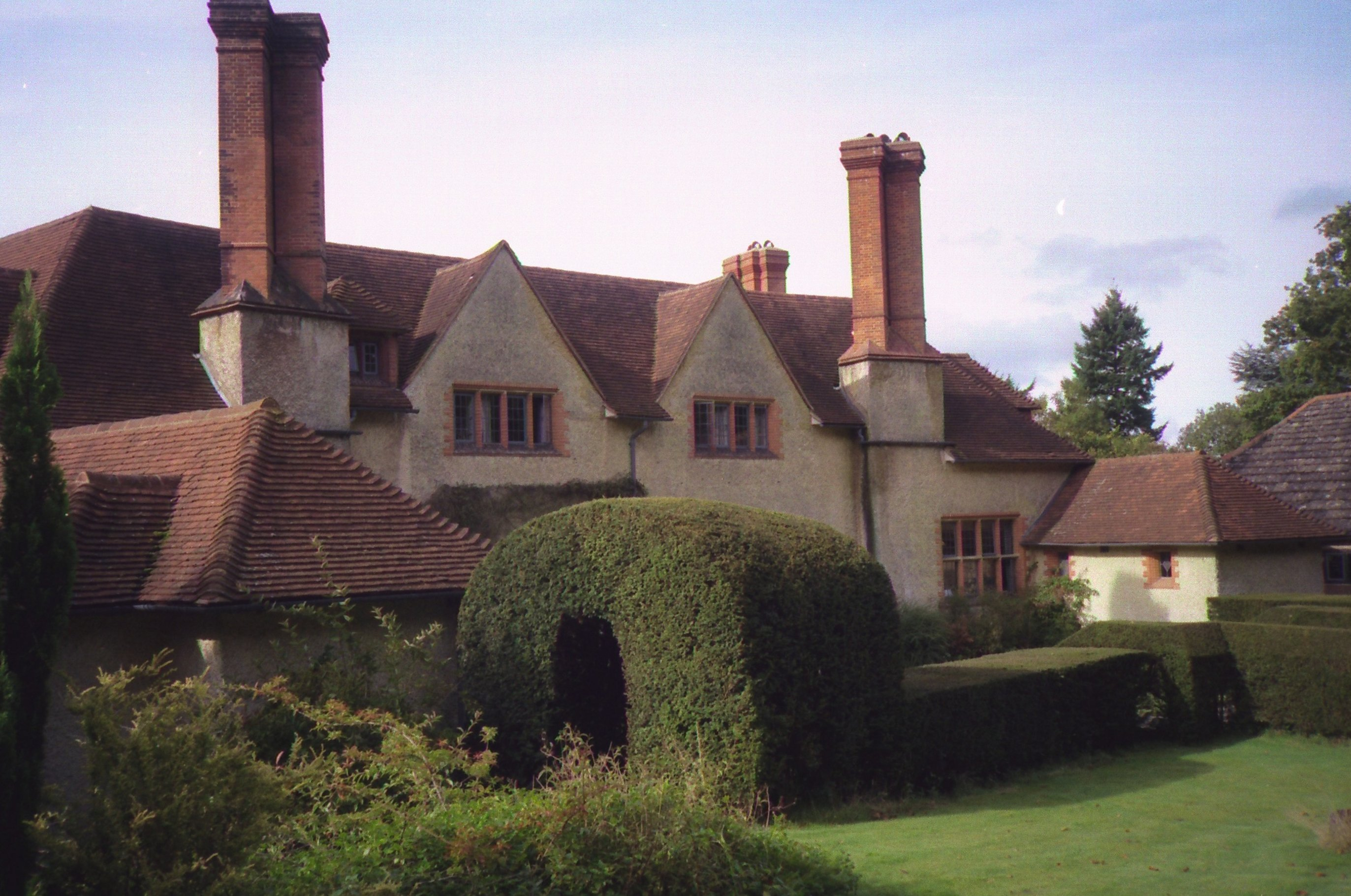
Годдард-хаус. Суррей. 1898–1900
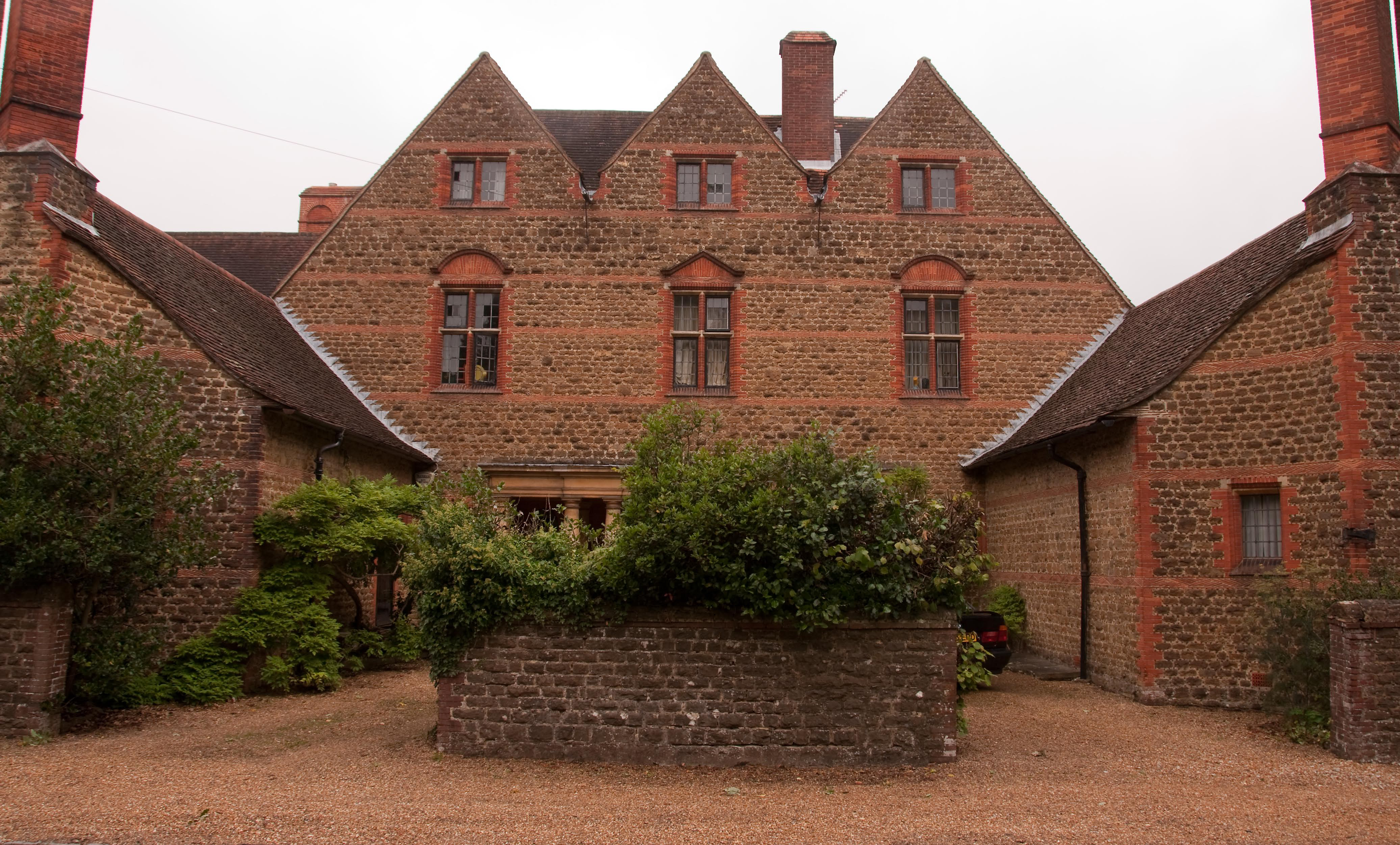
Тигбурн-корт. Суррей. 1899–1901
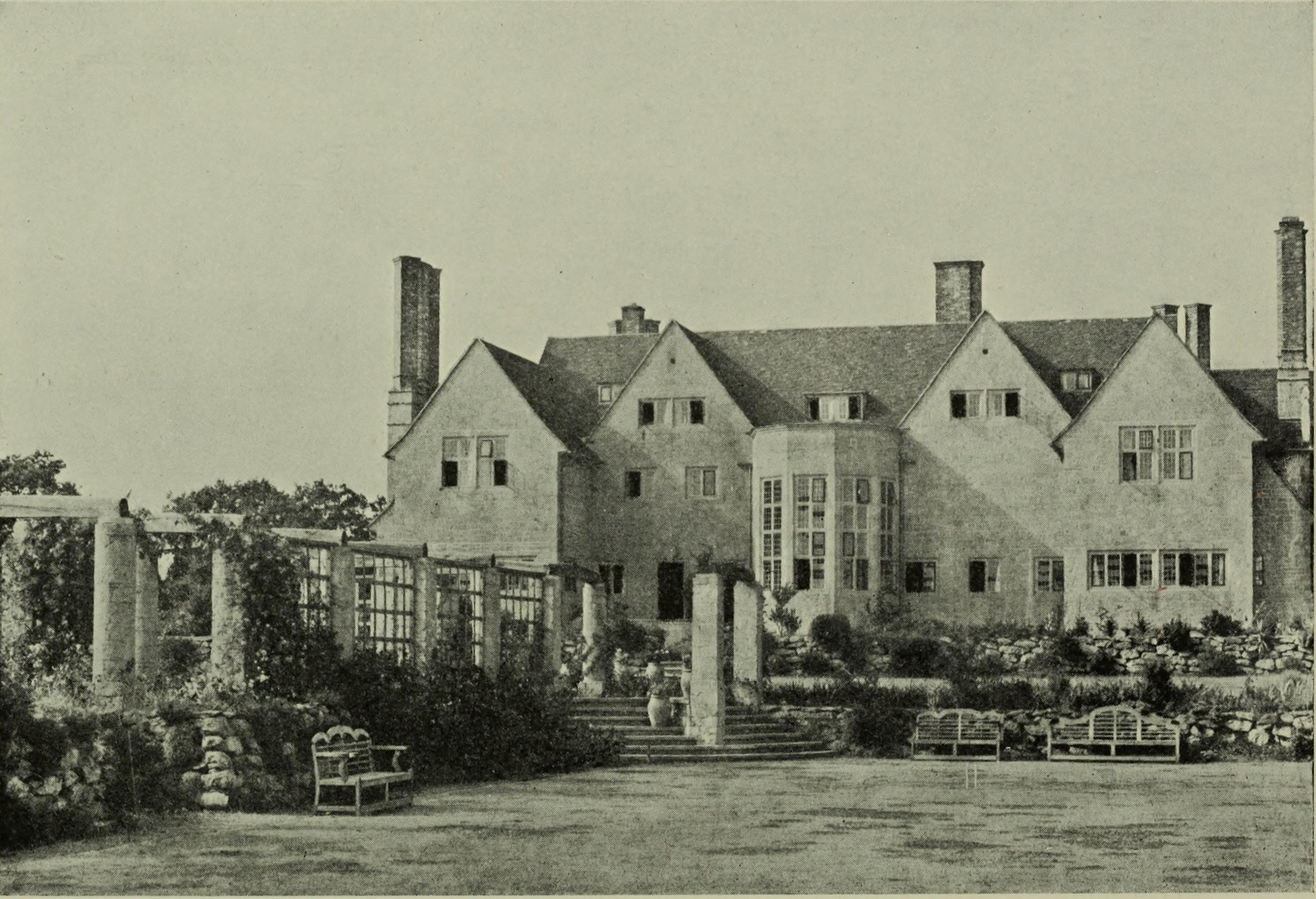
Литтл-Тэкехэм. Западный Суссекс. 1902
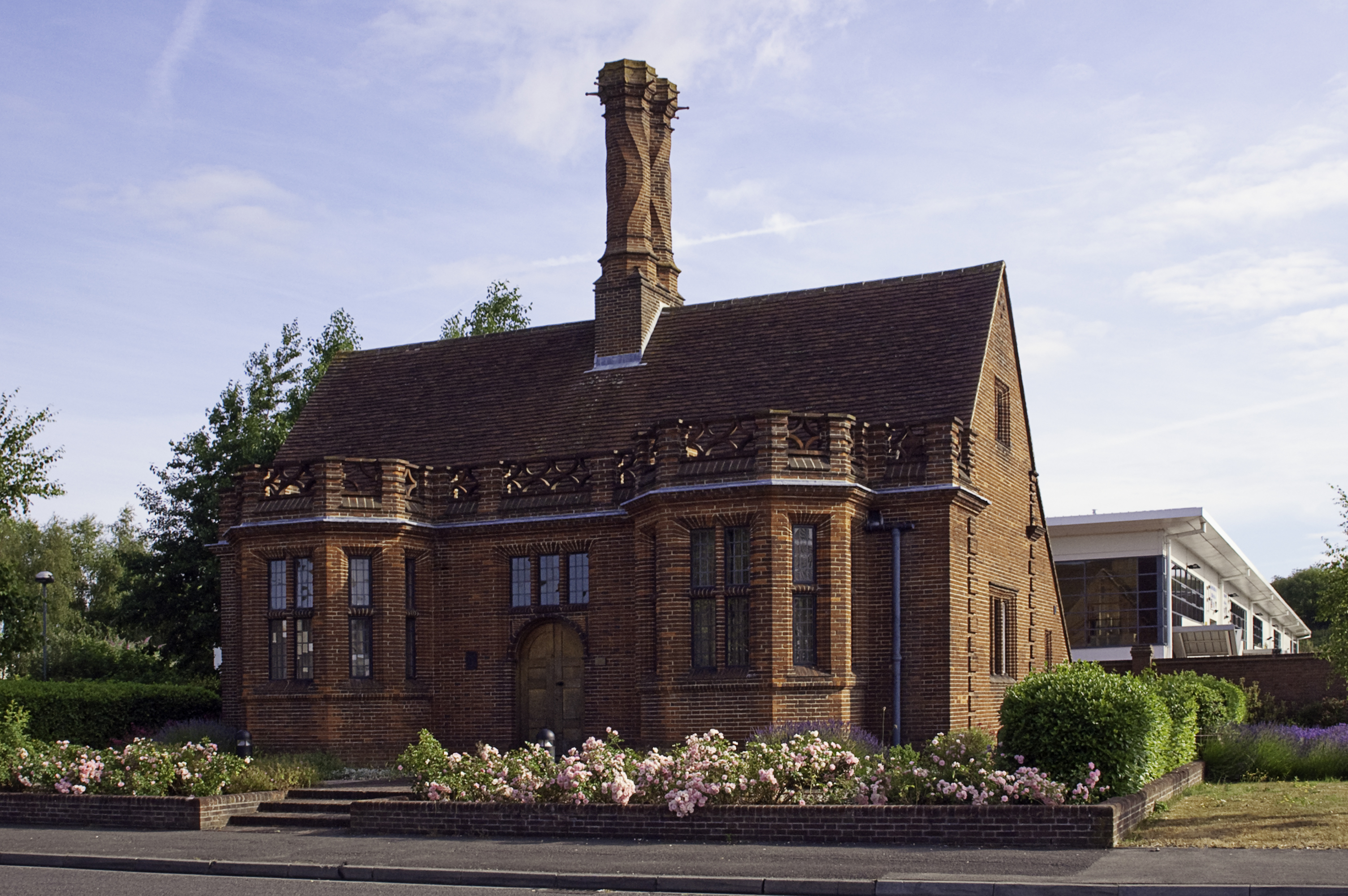
Здание кирпичной компании. Хэмпшир. 1903

## Мемориалы и «Имперская архитектура» Лаченса

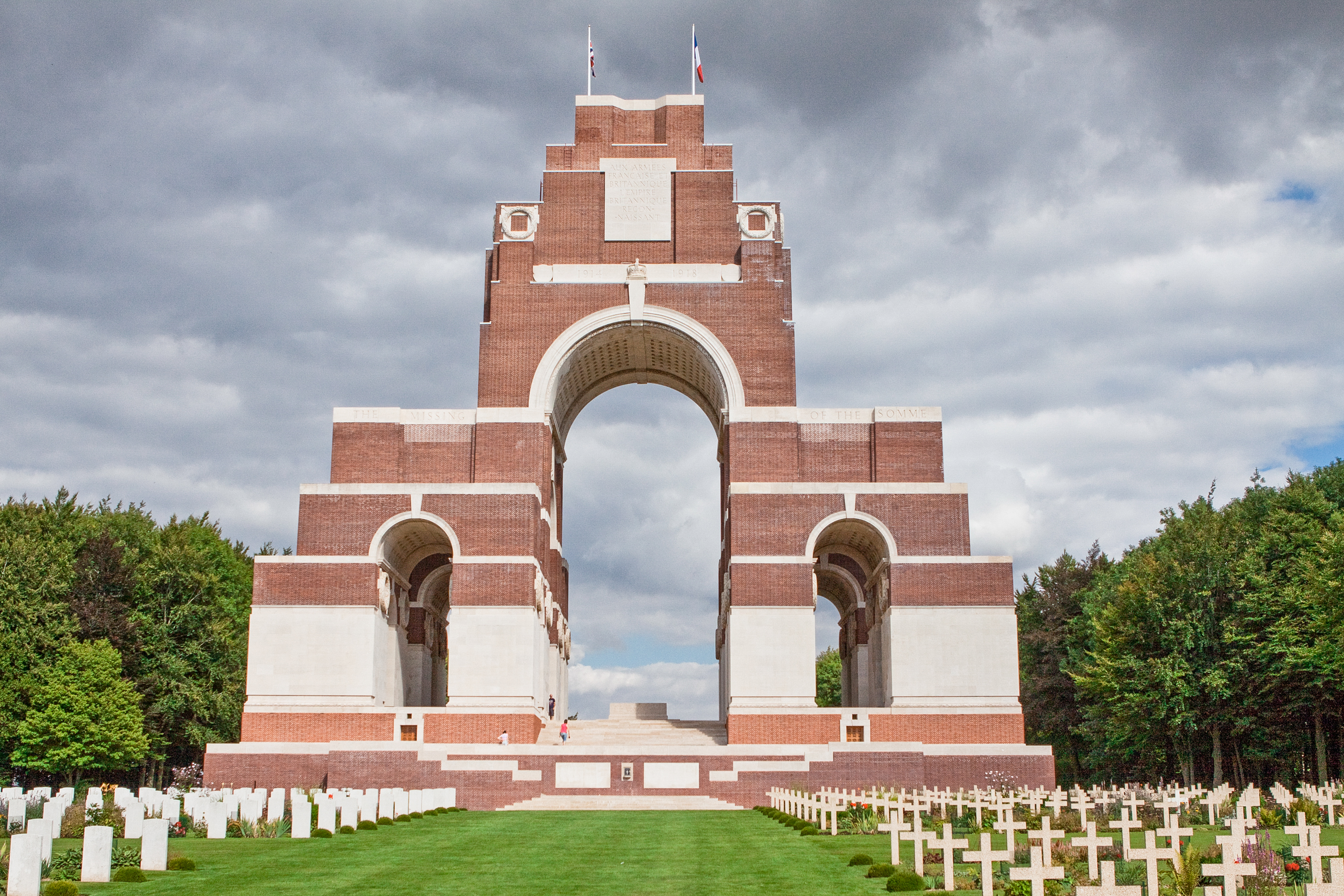
Мемориал павшим на Сомме. Франция. 1928–1932
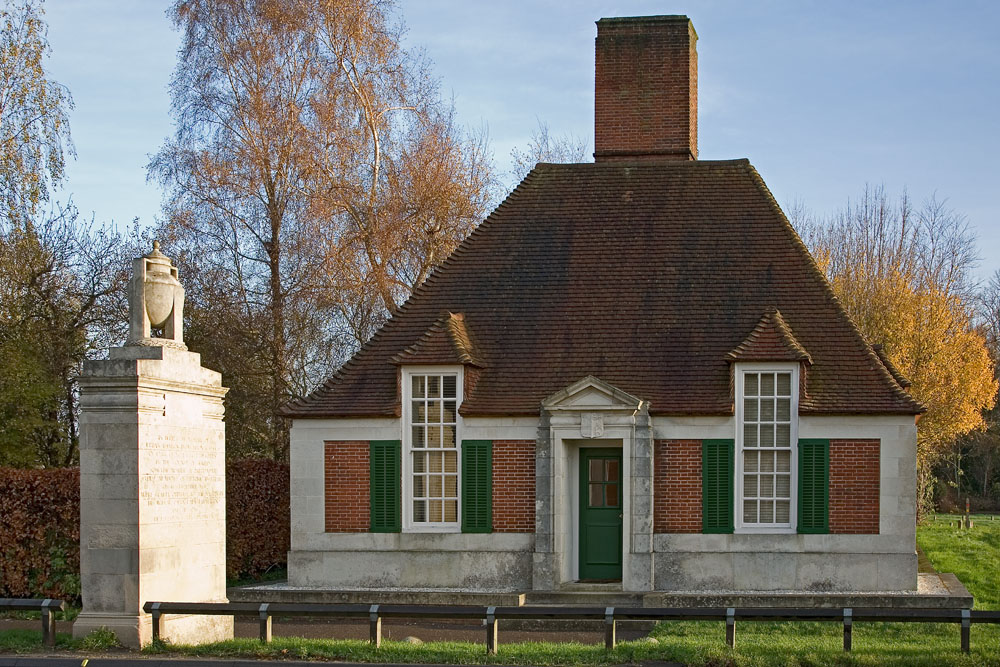
Мемориал Руннимед. Суррей. 1930–1932
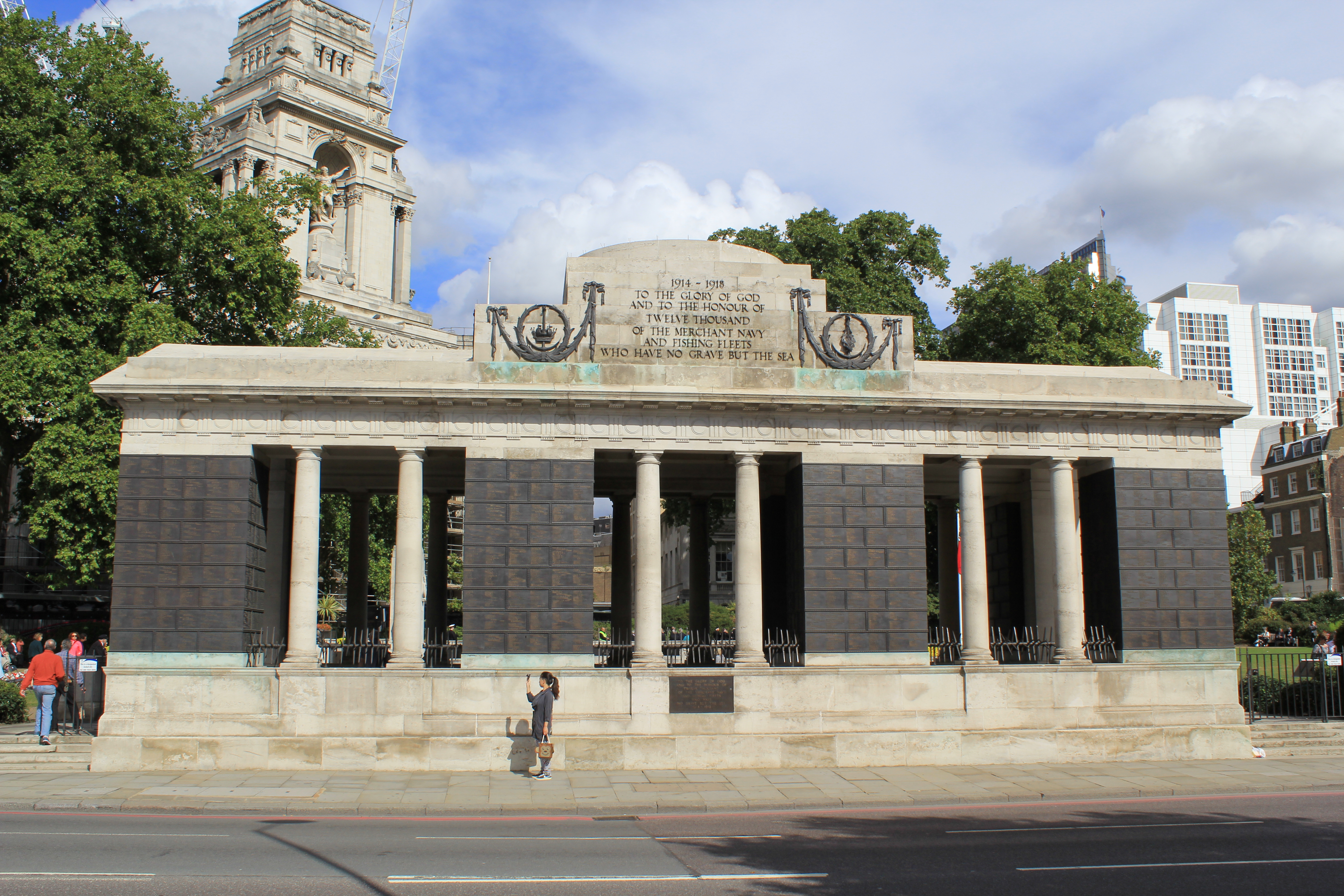
Тауэр-хилл Мемориал. Лондон. 1928
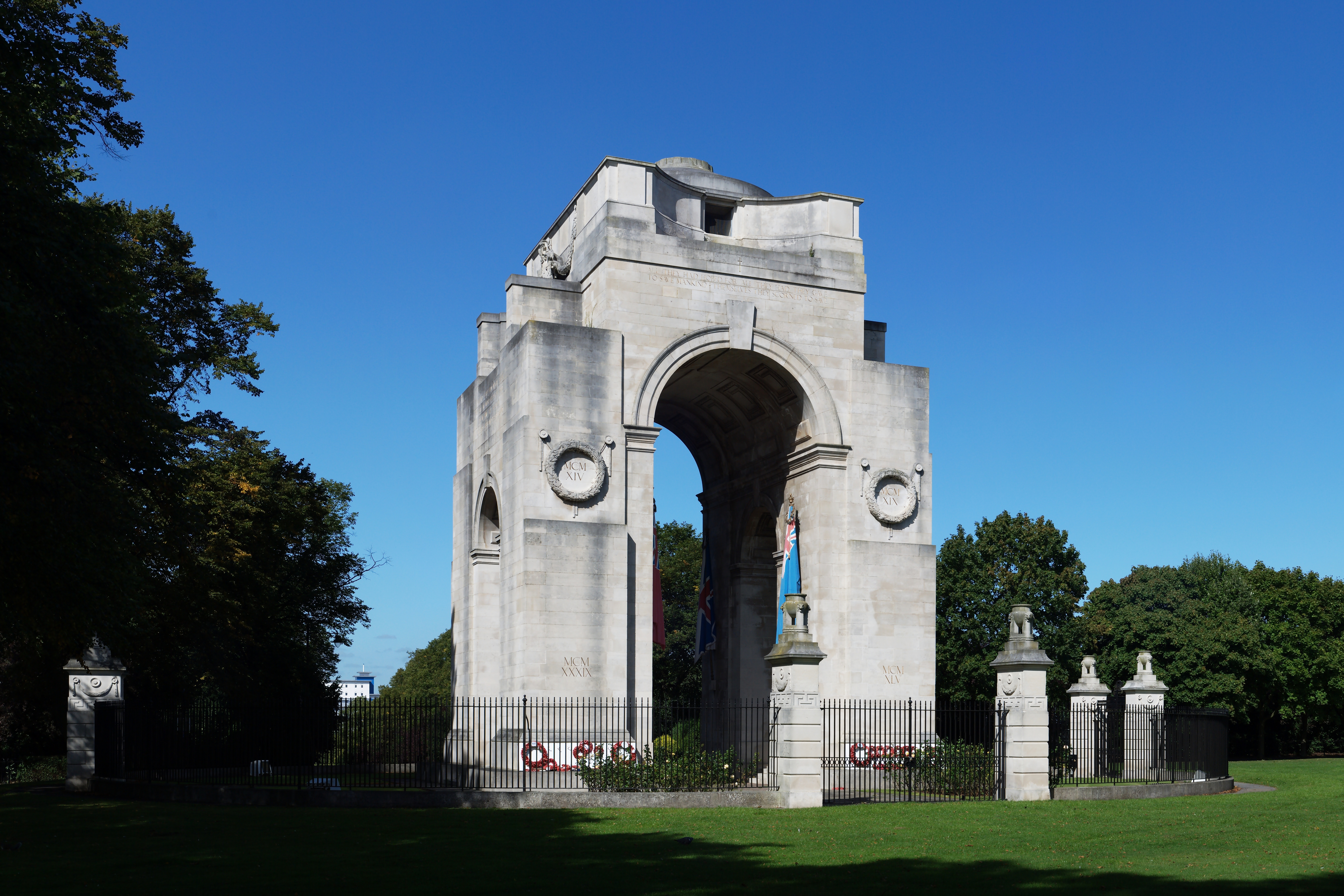
Арка Памяти. Лестер. 1925
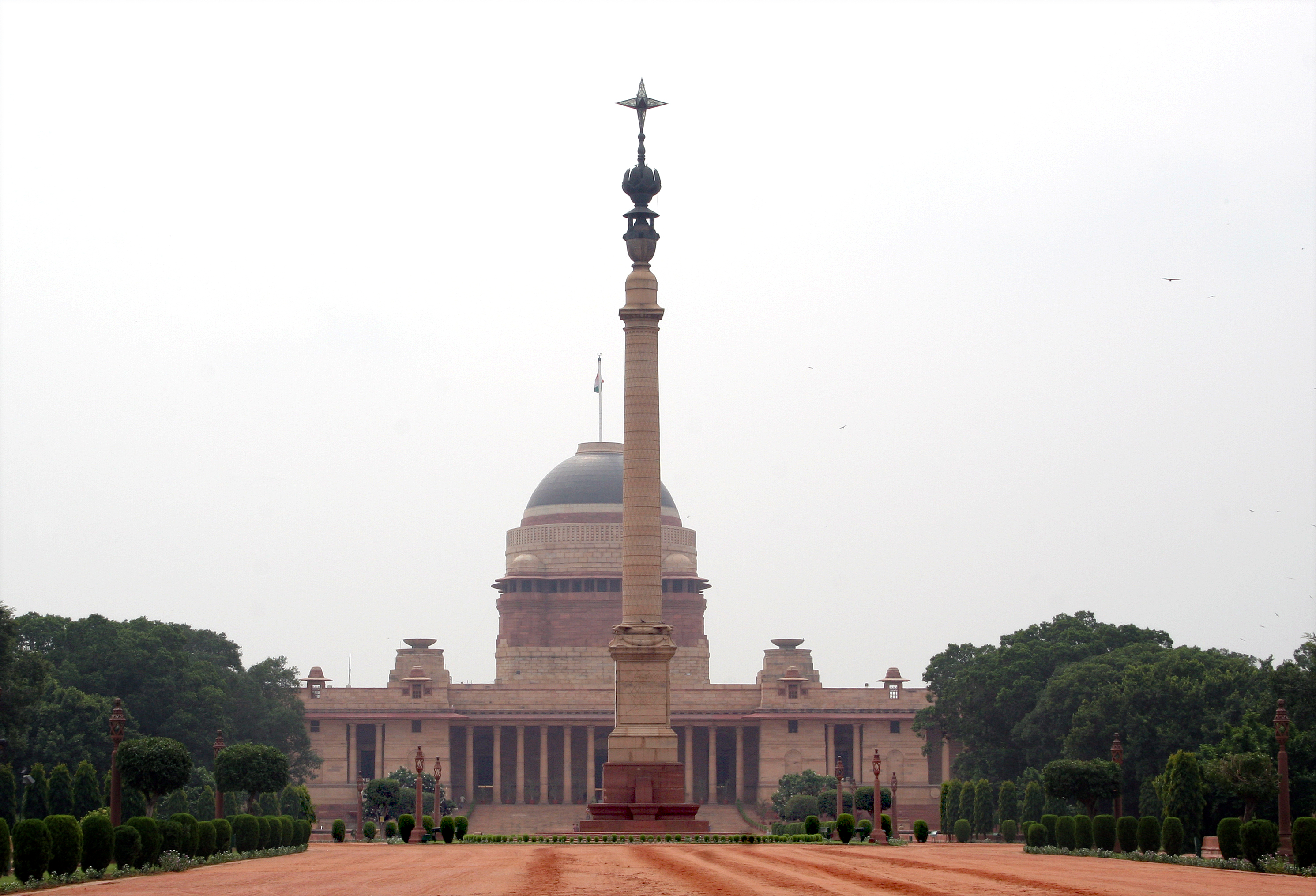
Дворец вице-короля Индии (Раштрапати-Бхаван). Нью-Дели. 1912–1929. Перспектива
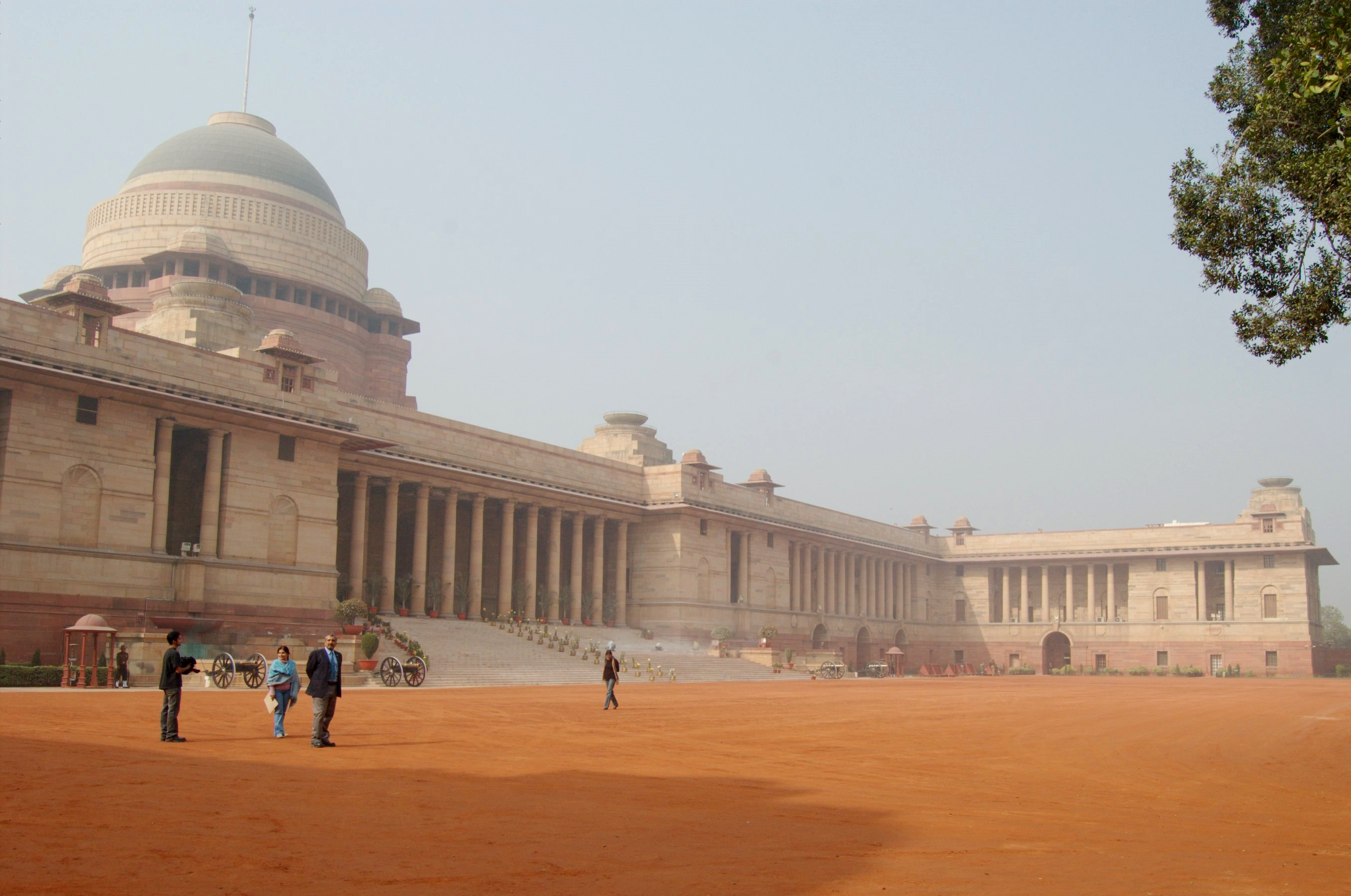
Раштрапати-Бхаван
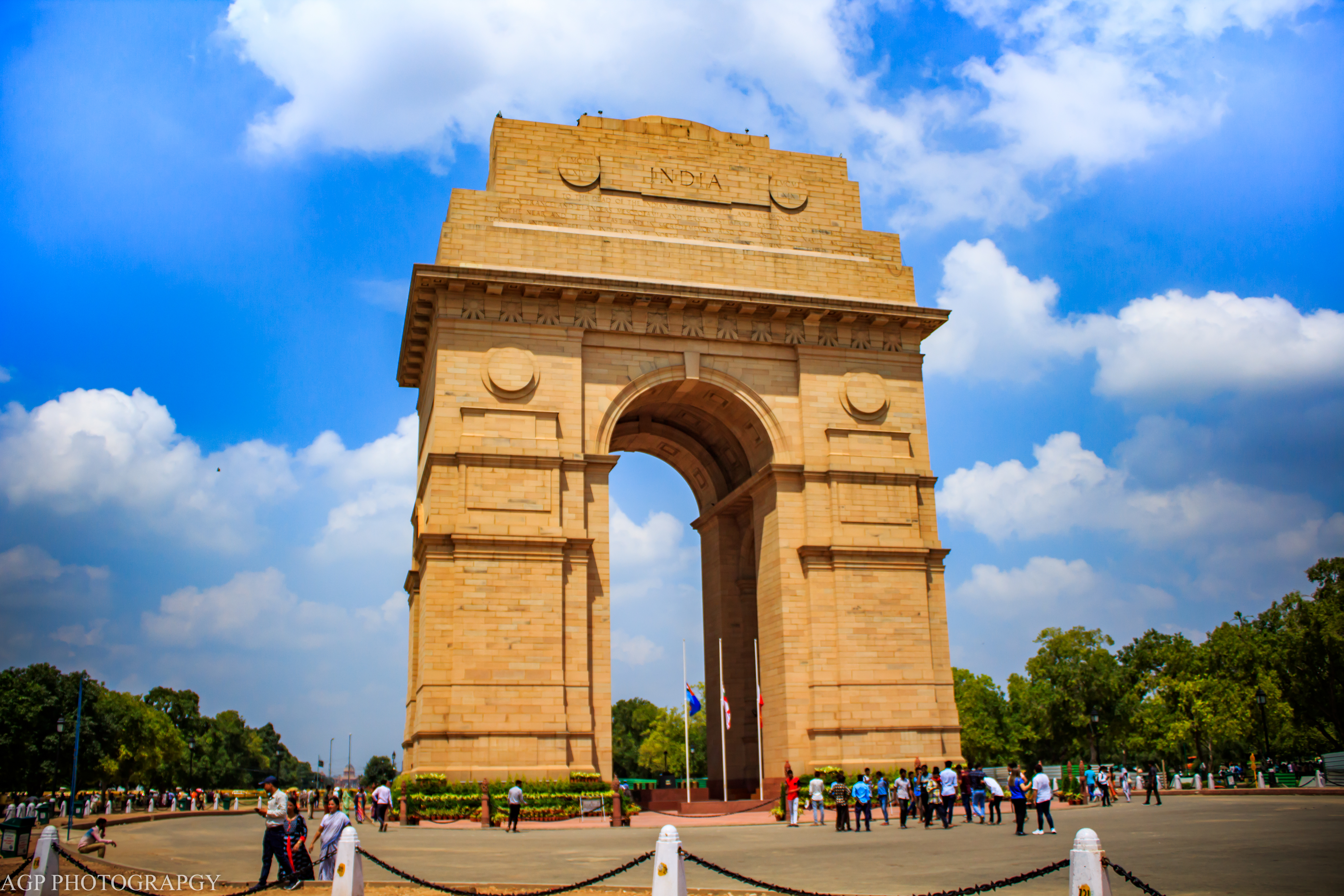
Ворота Индии. Нью-Дели. 1921–1931
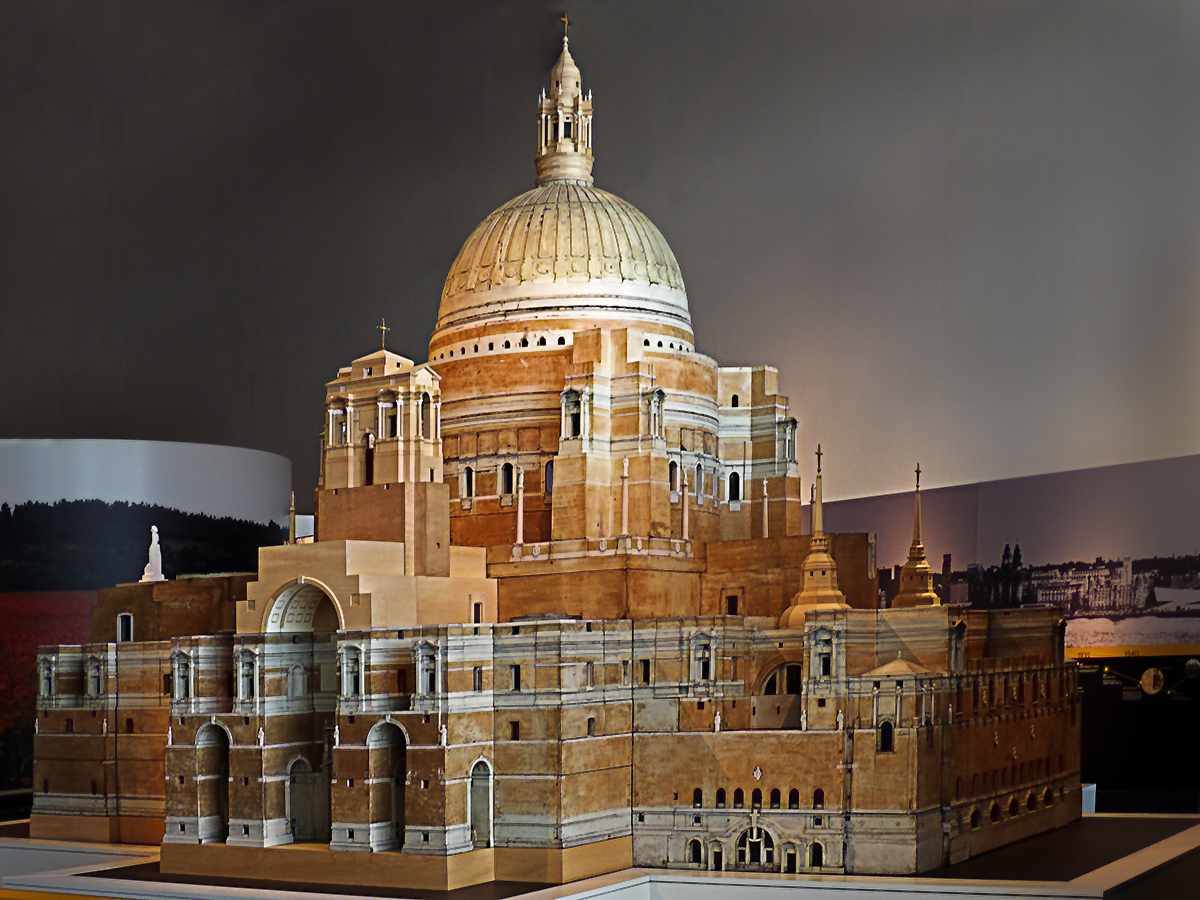
Макет Римско-католического собора в Ливерпуле. Музей Ливерпуля